# Kiessee (Krugsdorf)
Der Kiessee liegt auf dem Gemeindegebiet von Krugsdorf im Landkreis Vorpommern-Greifswald in Mecklenburg-Vorpommern (vor der Kreisgebietsreform 2011 noch Landkreis Uecker-Randow).
Er ist ein Restsee des ehemaligen Kiestagebaus und hat eine Fläche von 0,45 km² bei einer durchschnittlichen Tiefe von 5,36 m. Die Badewasserqualität des Sees wird regelmäßig gemessen und ist als ausgezeichnet eingestuft.
Heute wird der See mit seinem Sandstrand vor allem von Badegästen und Tauchern genutzt. Er bietet ein abwechslungsreiches Bodenprofil und einen dichten Pflanzenbewuchs unter der Wasseroberfläche. Am See liegt ein Campingplatz.